# Andy King (1956)
Andrew (Andy) Edward King (Luton, 14 augustus 1956 - Luton, 27 mei 2015) was een Engelse professionele voetballer die als middenvelder speelde. Hij maakte 350 optredens en scoorde 92 doelpunten in de Football League in de jaren 1970 en 1980, en speelde ook in het buitenland. Hij werd twee keer opgeroepen voor het Engelse onder-21 team. Na zijn pensionering als speler had hij een lange carrière in het management.

## Jeugd
Andy King groeide op in Luton. King begon zijn voetbalcarrière bij Luton Town FC en toonde al snel veelbelovend talent dat hem leidde naar professionele voetbalclubs.

## Clubcarrière

### Everton
Hij verliet Luton om zich op april 1976 bij Everton aan te sluiten voor een bedrag van £35.000 en werd een publiekslieveling met zijn indrukwekkende vaardigheden op het middenveld en het talent om doelpunten te maken. King staat ook bekend om zijn spectaculaire goal om de eerste Merseyside-derby van Everton in zeven jaar te winnen in 1978. King speelde een belangrijke rol als middenvelder bij Everton; over 4 seizoenen scoorde hij 38 goals in 151 wedstrijden voor Everton. Gedurende deze periode behaalde hij twee caps voor Engeland onder 21, maar hij kwam nooit uit voor het nationale team.

### Queens Park Rangers
Hij trad in dienst bij Queens Park Rangers in september 1980 voor een bedrag van 400.000 pond en maakte zijn debuut tegen Sheffield Wednesday. King was de eerste QPR-speler die scoorde op het beroemde 'plastic pitch' in de openingswedstrijd, hoewel Rangers met 1-2 verloren had van Luton Town. In totaal speelde King 30 competitiewedstrijden voor QPR, waarin hij 9 doelpunten maakte, voordat hij in september 1981 werd overgeplaatst naar West Bromwich Albion.

### SC Cambuur Leeuwarden
Andy King speelde voor SC Cambuur in de late jaren 70 en vroege jaren 80 van de vorige eeuw. Hij werd een belangrijke speler voor de club en vestigde zich als een getalenteerde middenvelder. Zijn tijd bij Cambuur was opmerkelijk vanwege zijn indrukwekkende prestaties op het veld en zijn bijdragen aan het team.
King was bekend om zijn uitzonderlijke vaardigheden op het middenveld. Zijn spel trok de aandacht van fans en maakte hem al snel een publiekslieveling.
Naast zijn individuele successen heeft King ook bijgedragen aan de algehele groei en prestaties van SC Cambuur gedurende zijn tijd daar. Zijn impact op het veld en zijn betrokkenheid bij het team hebben hem tot een gerespecteerde figuur gemaakt binnen de clubgeschiedenis.
Na zijn actieve loopbaan als speler, zette Andy King zijn voetbalreis voort in verschillende managementrollen. Zijn tijd bij Cambuur blijft echter een belangrijk hoofdstuk in zijn carrière en draagt bij aan de rijke geschiedenis van de club.

### Luton Town FC
Hij keerde terug naar Luton Town in december 1985, maar maakte slechts drie competitieoptredens voordat hij in augustus 1986 naar Aldershot vertrok. Hij beëindigde zijn professionele voetbalcarrière aan het einde van het daaropvolgende seizoen in mei 1987. In totaal besloeg zijn carrière 14 jaar, waarin hij meer dan 80 doelpunten maakte in meer dan 310 competitieoptredens.

## Loopbaan als coach en manager
King werd in januari 1989 benoemd tot speler/manager van het Ierse hoogste divisieteam Waterford United, nadat Peter Thomas ontslag had genomen. Echter, na slechts twee competitieoptredens verliet hij de club in goed overleg zeven weken later.
Vervolgens tekende hij als speler bij Cobh Ramblers. Zijn enige doelpunt in de League of Ireland viel op Sint-Patrick's Day tegen Shamrock Rovers.
In augustus 1993 werd hij aangesteld als manager van Mansfield Town. Hij leidde Mansfield naar de play-offs van de Third Division in het seizoen 1994–95, maar ze verloren in de halve finales van Chesterfield. Het daaropvolgende seizoen slaagden ze er niet in hierop voort te bouwen, en King vertrok in juli 1996 nadat Mansfield op de 19e plaats was geëindigd.
Hij werkte later als coach en scout, en scoutte voor Sunderland toen hij in het tussenseizoen van 2000 bij Swindon Town kwam als assistent-manager onder zijn voormalige Everton-teamgenoot Colin Todd. In november 2000, nadat Todd was vertrokken om assistent-manager van Derby County te worden, nam King het over als manager. Hij handhaafde de status van Swindon in de Second Division dat seizoen, maar werd in juni 2001 vervangen door voormalig Liverpool-manager Roy Evans. Evans bleef slechts enkele maanden aan de macht, en King werd op 20 december 2001 opnieuw benoemd tot manager van Swindon na de komst van nieuwe eigenaren van de club (waaronder de voormalige jockey Willie Carson).
Het hoogtepunt van zijn tijd bij Swindon kwam in het seizoen 2003–04, toen Swindon zich kwalificeerde voor de play-offs van de Division Two, maar verloor van Brighton and Hove Albion in de halve finales na strafschoppen.
King werd uiteindelijk ontslagen door Swindon op 26 september 2005, nadat vijf opeenvolgende nederlagen Swindon op de op een na laatste plaats in de Football League One hadden achtergelaten.
Daarna werkte hij als scout totdat hij op 23 november 2006 werd benoemd tot manager van het Conference National-team Grays Athletic. Hij nam echter verrassend ontslag om persoonlijke redenen op 4 januari 2007.
Hij was scout voor zijn voormalige team Everton, maar op 3 december 2007 werd King benoemd tot Chief Scout bij het Championship-team Plymouth Argyle. Hij werd vervolgens benoemd tot Head Scout bij Colchester United in 2010.
Op 30 november 2011 werd King benoemd tot assistent-manager van Aidy Boothroyd bij Northampton Town.
Na het ontslag van Boothroyd als manager van Northampton Town, werd King tijdelijk belast met de functie van interim-manager, voordat hij naar MK Dons ging om in februari 2014 een scoutingrol op zich te nemen.

## Doodsoorzaak
King overleed op 27 mei 2015 thuis aan een hartaanval. Hij had eerder een hartaanval gehad in 2009.